# موزه بریتانیا
موزه بریتانیا (به انگلیسی: British Museum)، یکی از عظیم‌ترین و غنی‌ترین موزه‌های جهان است که بیش از ۷ میلیون گنجینه و آثار باستانی از بسیاری از فرهنگ‌ها، قوم‌ها و کشورهای جهان را از دوران پیش از تاریخ تا زمان حال را در خود جای داده‌است. موزه بریتانیا در سال ۱۷۵۳ میلادی و با مجموعه اهدایی از هنس اسلون طبیعی‌دان بریتانیایی، شامل دست‌نوشته‌ها، کتاب‌های قدیمی و آثار باستانی گردآوری شده از برخی مستعمرات وقت بریتانیا رسماً تأسیس شد.
بازدید از موزه بریتانیا، مجانی است و پولی بابت بلیط یا ورودیه دریافت نمی‌شود اما در برخی نمایشگاه‌های ویژه، برای برخی از آثار ویژه و تخصصی که از دیگر موزه‌های معتبر جهان به امانت گرفته می‌شوند، بازدید به صورت مجانی نخواهد بود و پولی بابت بازدید از برخی نمایشگاه‌های موقتی که به صورت امانتی گردآوری شده‌اند، دریافت می‌شود.
این موزه به دلیل دنیاگیری کووید-۱۹ در سال ۲۰۲۰ به مدت ۲۰۸ روز بسته شد. با این وجود، ۱٬۲۷۵٬۴۶۶ بازدید کننده داشت و آن را در رده پنجم لیست پربازدیدترین موزه‌های جهان قرار داد.

## تاریخچه

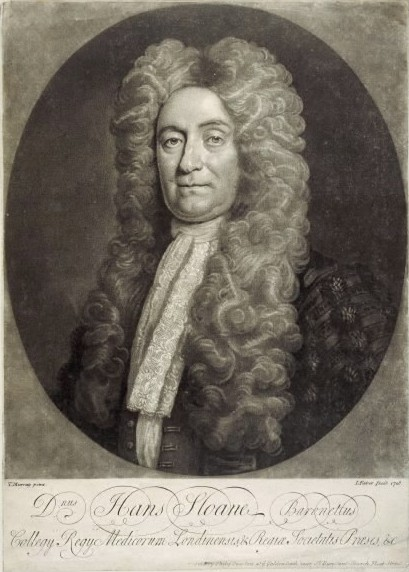
سر هانس اسلون

اگرچه امروزه اصولاً موزه اشیاء هنری و آثار باستانی فرهنگی است، اما موزه انگلیس به عنوان «موزه جهانی» تأسیس شد. پایه‌های آن در وصیت پزشک ایرلندی و طبیعت‌شناس سر هانس اسلون (۱۶۶۰–۱۷۵۳)، پزشک و دانشمند ساکن لندن از اولستر است. در طول زندگی خود، و به ویژه پس از ازدواج با بیوه یک کارخانه دار ثروتمند جامائیکا، اسلون مجموعه بزرگی از اشیای کنجکاوی برانگیز را جمع کرد. از آنجا که او مایل به از بین رفتن مجموعه خود پس از مرگ نبود، آن مجموعه را به ارزش ۲۰٬۰۰۰ پوند را به پادشاه جورج دوم، برای ملتش، به ارث گذاشت.
در آن زمان، مجموعه اسلون متشکل از حدود ۷۱۰۰۰ شی از انواع مختلف بود شامل حدود ۴۰۰۰۰ کتاب چاپی، ۷۰۰۰ نسخه خطی، نمونه‌های گسترده تاریخ طبیعی شامل ۳۳۷ جلد گیاه خشک، چاپ و نقاشی از جمله آثار باستانی از پادشاهی کوش، مصر باستان، یونان باستان، روم باستان، خاور نزدیک باستان و تاریخ قاره آمریکا.

### تأسیس
در ۷ ژوئن ۱۷۵۳، جرج دوم بریتانیای کبیر طی یک توشیح ملوکانه، تأسیس موزه بریتانیا را طبق مصوبه پارلمان تأیید کرد.
قانون موزه بریتانیا در سال ۱۷۵۳ دو کتابخانه دیگر به مجموعه اسلون اضافه کرد: اول، کتابخانه کتان که توسط سر رابرت کتان از آثار مربوط به عصر الیزابت تهیه شده بود. و دیگری کتابخانه هارلین که مجموعه ارل‌های آکسفورد بود.

### کابینه کنجکاوی (۱۷۵۳–۱۷۷۸)
هیئت امنا تصمیم گرفتند که یک عمارت متعلق به قرن ۱۷ یعنی عمارت مونتاگو را به عنوان مکانی برای موزه خرداری کنند. که آن را به قیمت ۲۰٬۰۰۰ پوند از خانواده مونتاگو خریداری کردند. متولیان موزه، عمارت باکینگهام (در محلی که اکنون کاخ باکینگهام قرار دارد) را به دلیل هزینه و نامناسب بودن محل آن رد کردند.
با تصاحب خانه مونتاگو، اولین گالری‌های نمایشگاه و سالن مطالعه برای دانشمندان در ۱۵ ژانویه ۱۷۵۹ افتتاح شد. در این زمان، بزرگترین قسمتهای مجموعه، کتابخانه بود که بیشتر اتاقهای طبقه همکف خانه مونتاگو را اشغال می‌کرد و اشیای تاریخ طبیعی که کل قسمت بال در طبقه دوم ساختمان را اشغال می‌کردند. در سال ۱۷۶۳، متولیان موزه بریتانیا، تحت تأثیر پیتر کالینسون و ویلیام واتسون، دانش آموز سابق کارل لینه، دنیل سولندر را برای طبقه‌بندی مجدد مجموعه تاریخ طبیعی مطابق با سیستم Linnaean به کار گرفتند، در نتیجه موزه را به یک مرکز عمومی تبدیل کردند. این امر باعث یادگیری قابل دسترسی برای طیف گسترده‌ای از مورخان طبیعی اروپا شد. در سال ۱۸۲۳، پادشاه جورج چهارم، کتابخانه پادشاه که توسط جورج سوم جمع شده بود را به موزه داد. و پارلمان حق نسخه ای از هر کتاب منتشر شده در این کشور را داد تا بدین ترتیب از گسترش نامحدود کتابخانه موزه اطمینان حاصل کند. در طی چند سال پس از تأسیس، موزه بریتانیا چندین هدایای دیگر از جمله مجموعه مقالات جنگ داخلی توماسون و کتابخانه ۱۰۰۰ نمایشنامه چاپ شده دیوید گریک دریافت کرد. غلبه تاریخ طبیعی، کتاب‌ها و نسخه‌های خطی زمانی کمرنگ می‌شود که در سال ۱۷۷۲ این موزه برای ۸٬۴۱۰ پوند اولین عتیقه‌های قابل توجه خود را در «اولین» مجموعه گلدان‌های یونانی سر ویلیام همیلتون به دست آورد.

### رشد و تغییر (۱۸۰۰–۱۸۲۵)
در اوایل قرن ۱۹ بنیان مجموعه گسترده مجسمه‌سازی ریخته شد و آثار یونانی، رومی و مصری بر آثار باستانی تسلط داشتند. پس از شکست کارزار فرانسه در جنگ نیل، در سال ۱۸۰۱، موزه انگلیس مجسمه‌های مصری بیشتری را به دست آورد و در سال ۱۸۰۲ پادشاه جورج سوم سنگ روزتا (کلید رمزگشایی هیروگلیف) را ارائه داد. هدایا و خریدها از هنری سلت، سرکنسول انگلیس در مصر، با آغاز نیم تنه عظیم رامسس دوم در سال ۱۸۱۸، پایه و اساس مجموعه مجسمه یادبود مصر را بنا نهاد. در سال ۱۸۰۶، توماس بروس، ۷مین ارل الگین، سفیر امپراتوری عثمانی از ۱۷۹۹ تا ۱۸۰۳ مجموعه بزرگی از مجسمه‌های مرمر از پارتنون، در آکروپولیس در آتن را به انگلستان انتقال داد. در سال ۱۸۱۶ این شاهکارهای هنری غربی توسط موزه انگلیس توسط قانون پارلمان خریداری شد و پس از آن به موزه سپرده شد. این مجموعه‌ها با فریم بسی از فیگالیا، یونان در سال ۱۸۱۵ تکمیل شد. مجموعه خاور نزدیک نیز در ۱۸۲۵ با خرید آثار باستانی آشوری و بابلی از بیوه کلادیوس جیمز ریچ آغاز به کار کرد.

### موزه بریتانیای امروزی
امروزه این موزه دیگر مجموعه‌هایی از تاریخ طبیعی را در خود جای نمی‌دهد و کتاب‌ها و نسخه‌های خطی که قبلاً در آن بود اکنون بخشی از کتابخانه مستقل انگلیس است. با این وجود موزه جهانی بودن خود را در مجموعه آثار باستانی خود به نمایندگی از فرهنگ‌های جهان، باستان و مدرن حفظ می‌کند. تعداد ۱۷۵۳ شی مجموعه اصلی به بیش از ۱۳ میلیون شی در موزه بریتانیا، ۷۰ میلیون در موزه تاریخ طبیعی و ۱۵۰ میلیون در کتابخانه بریتانیا رسیده‌است.
اتاق مطالعه گرد، که توسط معمار سیدنی اسمیرک طراحی شده‌است، در سال ۱۸۵۷ افتتاح شد. تقریباً ۱۵۰ سال محققان برای مشورت با کتابخانه گسترده موزه به اینجا آمدند. اتاق مطالعه در سال ۱۹۹۷ بسته شد، زمانی که کتابخانه ملی (کتابخانه بریتانیا) به ساختمان جدیدی در سنت پانکراس منتقل شد. امروز به مرکز والتر و لئونور آننبرگ تبدیل شده‌است.
این موزه به عنوان بخشی از وب سایت بسیار بزرگ خود، دارای بزرگترین بانک اطلاعاتی آنلاین از اشیای موجود در مجموعه موزه‌های جهان است که در آغاز سال ۲۰۱۲ بادو میلیون شی به‌صورت آنلاین ارائه شده‌است. در سال ۲۰۱۳ وب سایت موزه ۱۹٫۵ میلیون بازدید داشته‌است که ۴۷٪ افزایش نسبت به سال قبل داشته‌است.

## مدیریت مجموعه
موزه بریتانیا یک نهاد عمومی غیر دپارتمانی است که توسط دیجیتال، فرهنگ، رسانه و ورزش از طریق توافق‌نامه سه ساله بودجه حمایت مالی می‌شود. رئیس آن مدیر موزه انگلیس است. موزه بریتانیا از زمان تأسیس توسط «کتابدار اصلی» (زمانی که مجموعه کتاب‌ها هنوز بخشی از موزه بودند) اداره می‌شد، نقشی که در سال ۱۸۹۸ به «مدیر و کتابدار اصلی» و در سال ۱۹۷۳ به «مدیر» تغییر نام یافت.
یک هیئت متشکل از ۲۵ معتمد (با مدیر به عنوان مسئول حسابداری خود برای اهداف گزارش به دولت)، مطابق با قانون موزه انگلیس ۱۹۶۳ و قانون موزه‌ها و گالری‌های ۱۹۹۲، مسئولیت مدیریت عمومی و کنترل موزه را بر عهده دارند. پیش از قانون ۱۹۶۳، رئیس آن اسقف اعظم کانتربری، لرد صدر اعظم و رئیس مجلس عوام بود.

## بخش‌های موزه بریتانیا
بخش‌های اصلی موزه بریتانیا عبارتند از:
- نقاشی، گراوور و تصویر
- سکه و نشان
- مصر و سودان باستان
- آسیای غربی
- یونان و روم باستان
- قرون وسطی و دوره‌های بعد
- هنر اسلامی
- آثار باستانی شرقی
- آثار پیش از تاریخ
- آثار قوم شناختی
- آثار لئوناردو دا وینچی

### بخش مصر و سودان باستان
اشیای موجود در بخش مصر و سودان باستان، جنبه‌های گوناگون دربارهٔ فرهنگ و تمدن نیل، از ۱۰ هزار سال پیش از میلاد تا سده دوازدهم میلادی را پوشش می‌دهد.
موزه بریتانیا، بزرگ‌ترین مجموعه از اشیای مصری را در خارج از مصر در اختیار دارد. سنگ‌نبشته روزتا (رشید) و مومیایی‌های خاندان سلطنتی مصر از مهم‌ترین آثار مرتبط با مصر باستان در موزه بریتانیا می‌باشند.

### بخش یونان باستان
از مهم‌ترین گنجینه‌های موجود در موزه بریتانیا می‌توان به مجموعه مرمرهای الگین اشاره کرد که زمانی بخشی از معبد ۲۵۰۰ ساله پارتنون بوده‌است. موزه بریتانیا هم‌چنین ۱۷ مجسمه و ۱۵ صفحه سنگی از میان ۹۲ صفحه معبد پارالیسوس، را در اختیار دارد.

### بخش ایران باستان

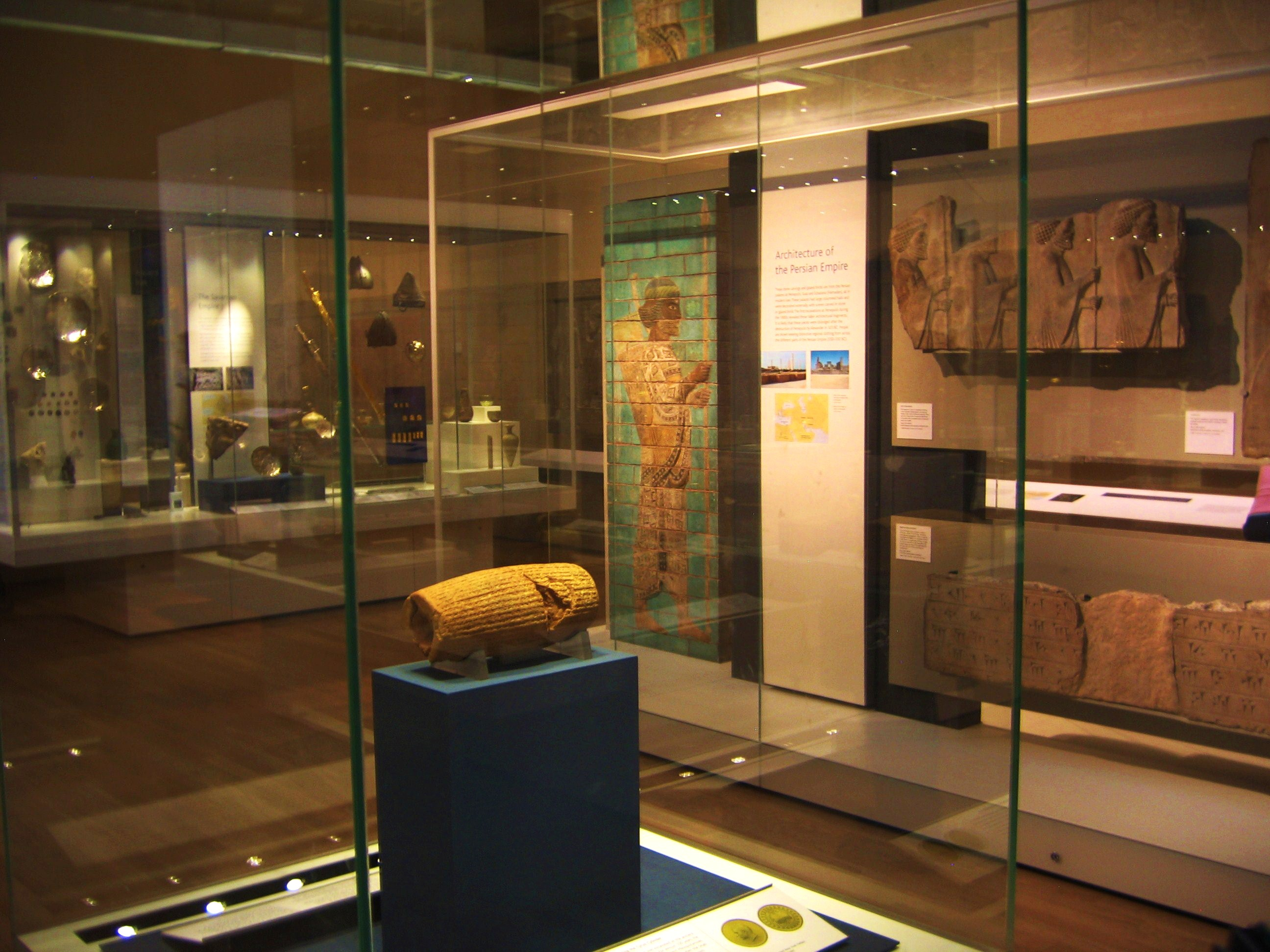
نمایی از منشور کوروش که در «بخش ایران باستان» موزه بریتانیا نگهداری می‌شود.

بخش خاورمیانه موزه بریتانیا شامل اشیای باستانی بسیار پرارزشی است که از کشورهای ایران، عراق، فلسطین و دیگر کشورهای منطقه را شامل می‌شود. گفتنی است بیش از سیزده هزار شئی باستانی ایران در موزه بریتانیا قرار دارد. از آن جمله می‌توان به منشور کوروش اشاره کرد که در بخش خاورمیانه موزه بریتانیا قرار دارد.

## سایر گنجینه‌ها
موزه بریتانیا در سال ۲۰۱۱ میلادی، ۱۰۰ لوح گراوور (طرح‌ها و الگوهای سیاه و سفید پابلو پیکاسو) از مجموعه ولار را خریداری کرد. موزه بریتانیا پیش از این خرید، تنها هفت لوح گراوور از پابلو پیکاسو را که در سال ۱۹۷۹ خریداری کرده‌بود، در اختیار داشت.
همچنین در این موزه آثار ارزنده‌ای از هنر مدرن و معاصر ایران نگهداری می‌شود. هنرمندانی که در گنجینه این موزه برخی از آثارشان نگهداری می‌شود شامل: پرویز تناولی، حسین زنده‌رودی، اردشیر محصص، احمد امین‌نظر، شیده تامی، محمد احصائی، سارا رهبر، فرح اصولی، طرلان رفیعی، خسرو حسن‌زاده، مسعود عربشاهی، عباس عطار، یاشار صمیمی مفخم، ناهید حقیقت، ملکه نائینی، رکنی حائری‌زاده و فریده لاشایی می‌باشند. 

## نگارخانه

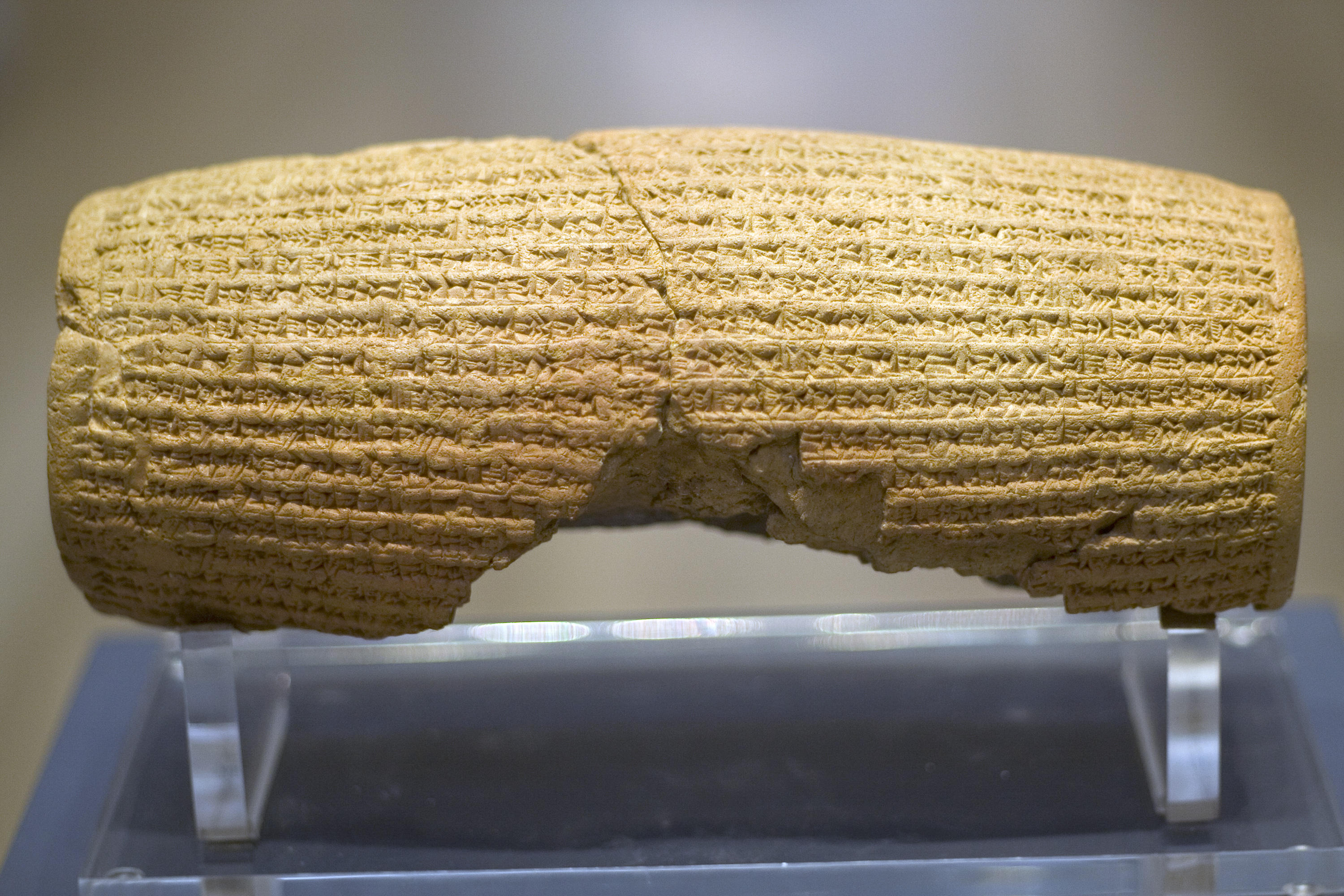
منشور کوروش بزرگ
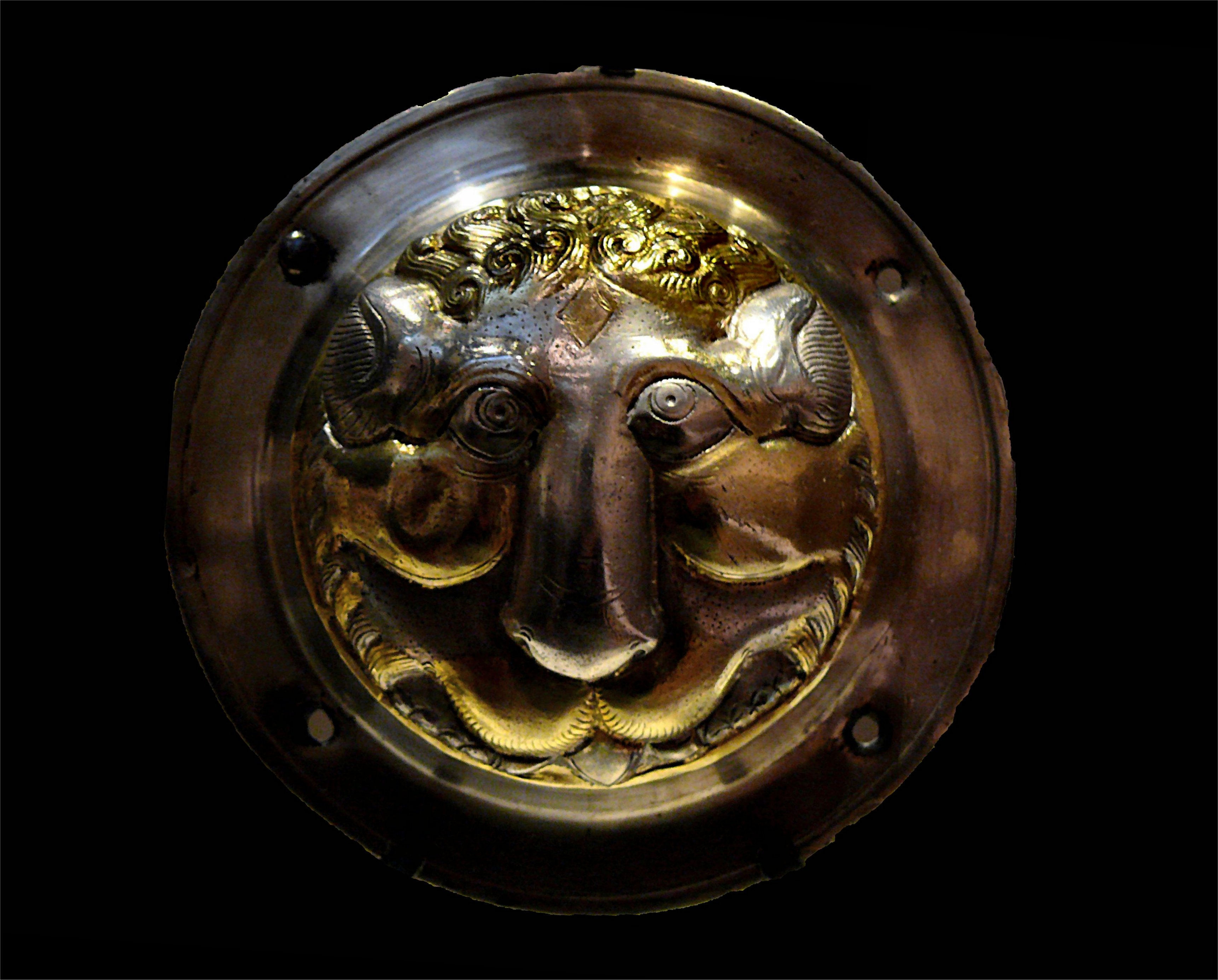
بشقاب طلایی با نقش شیر مربوط به دوره هخامنشیان
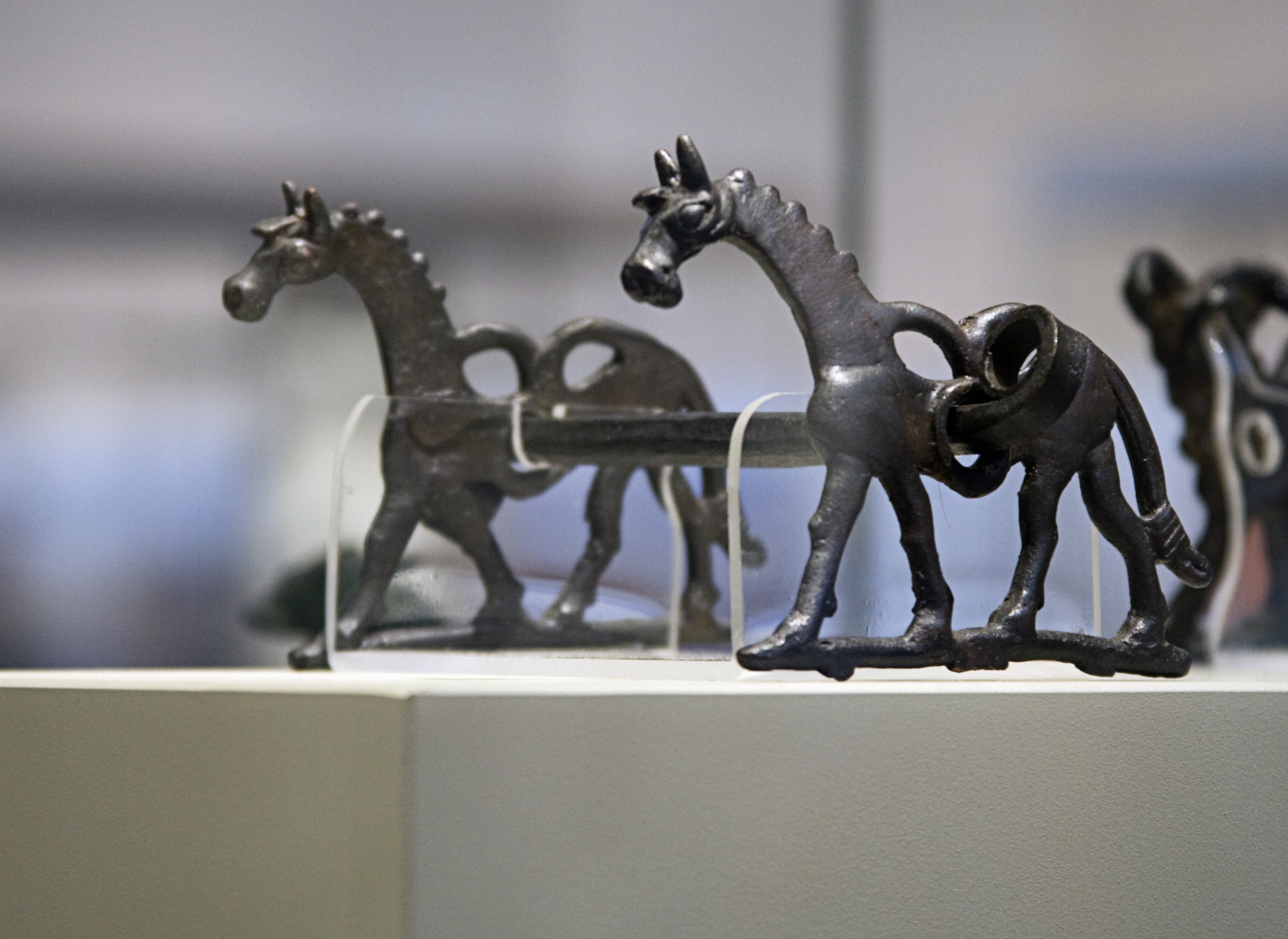
لگام مفرغی، محل کشف، لرستان
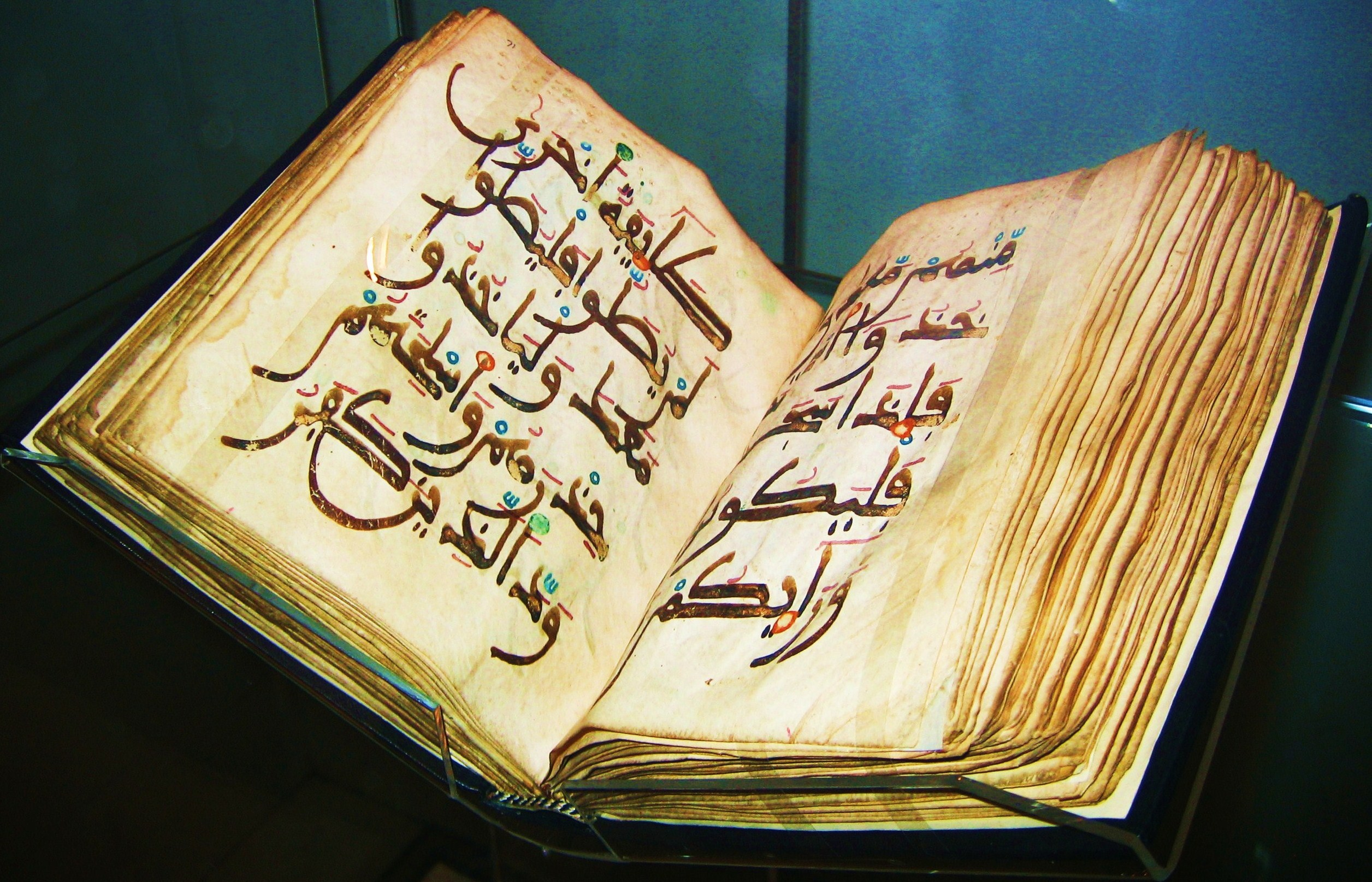
یک جلد از قدیمی‌ترین نسخه‌های موجود از کتاب قرآن که به خط کوفی نگاشته شده‌است. این کتاب هم‌اینک در «بخش هنر اسلامی» موزه بریتانیا قرار دارد.
تابوت‌های مومیایی خاندان سلطنتی مصر در «بخش مصر باستان» موزه بریتانیا قرار دارد.
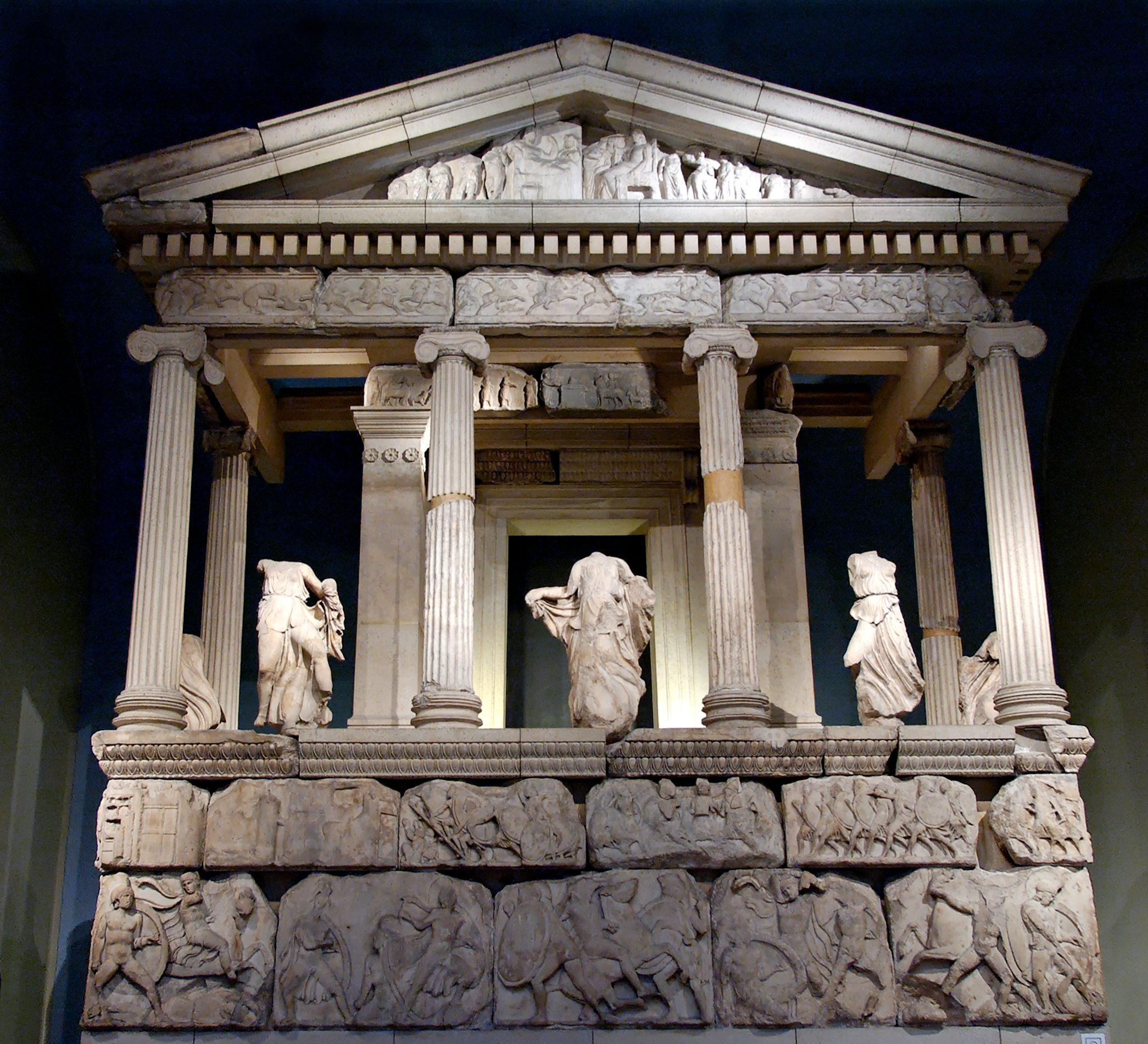
«گالری نرید» موزه بریتانیا که مجسمه‌های زیبارویان یونان باستان در آن قرار دارد.
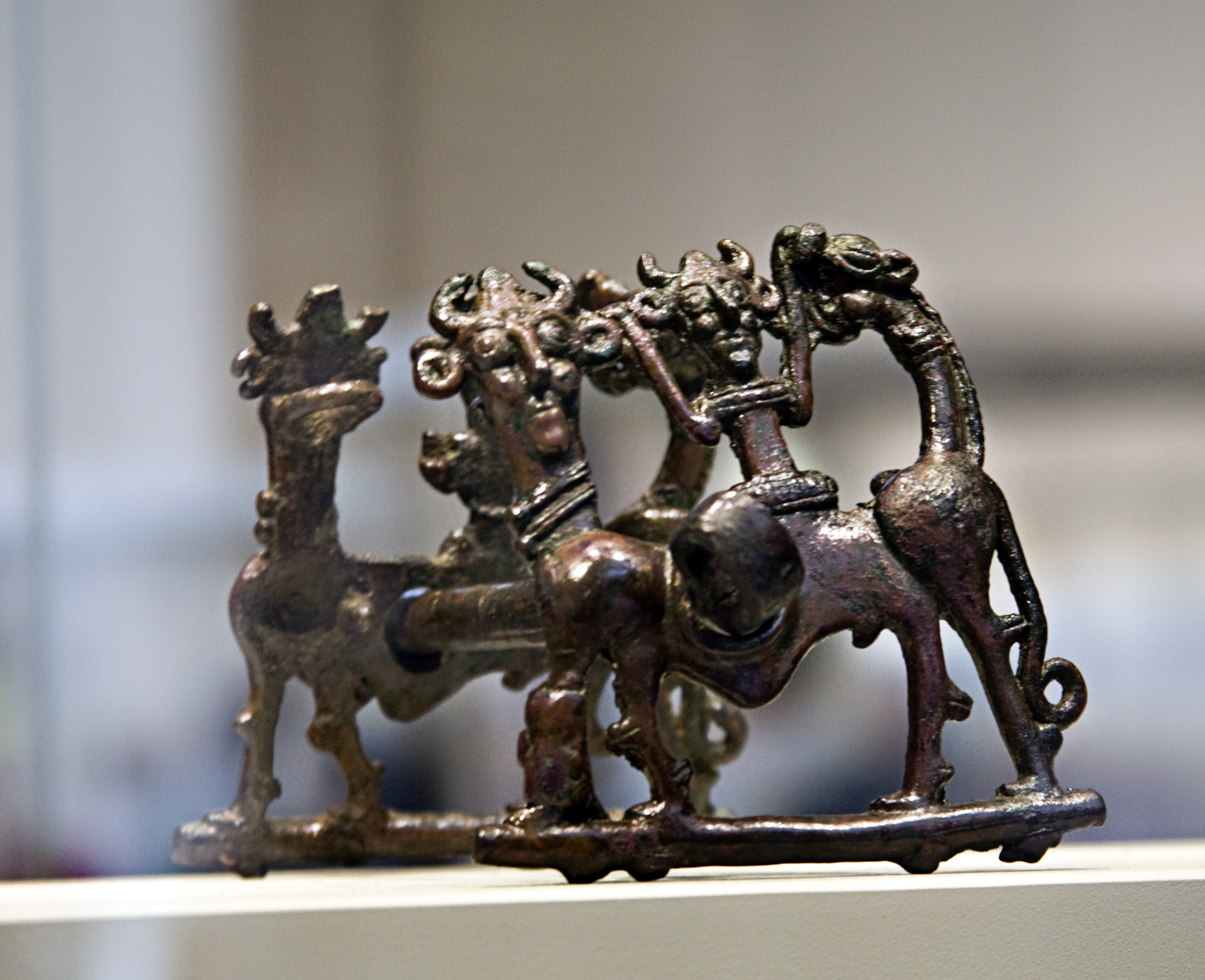
مفرغ‌های لرستان
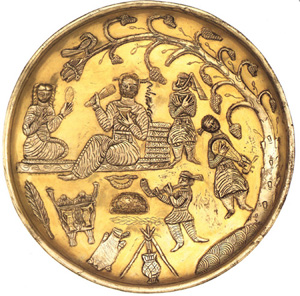
بشقاب نوازندگان، از آثار باستانی دوران ساسانیان.
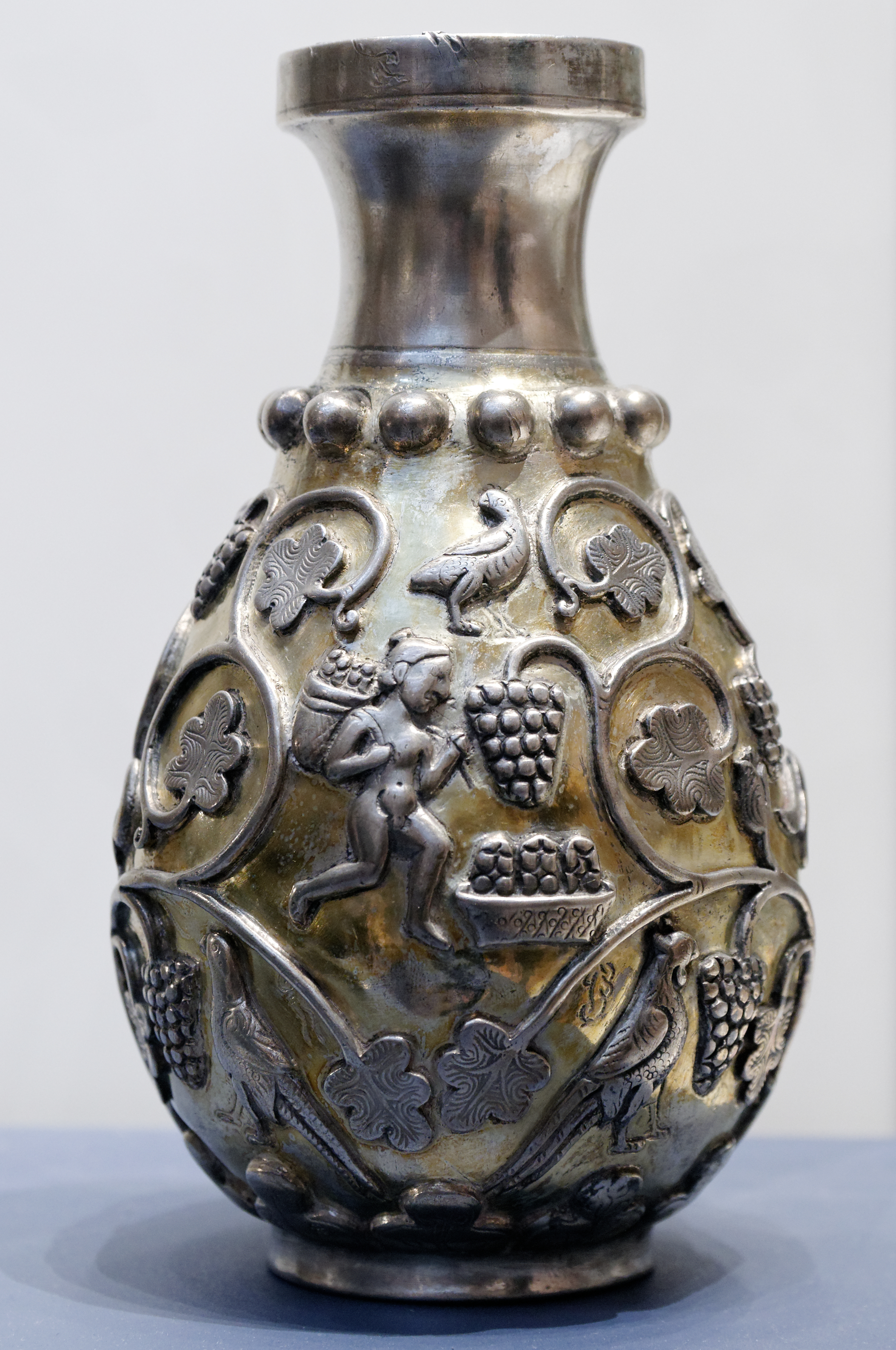
جام نقره ساسانی قرن ششم میلادی در طبرستان
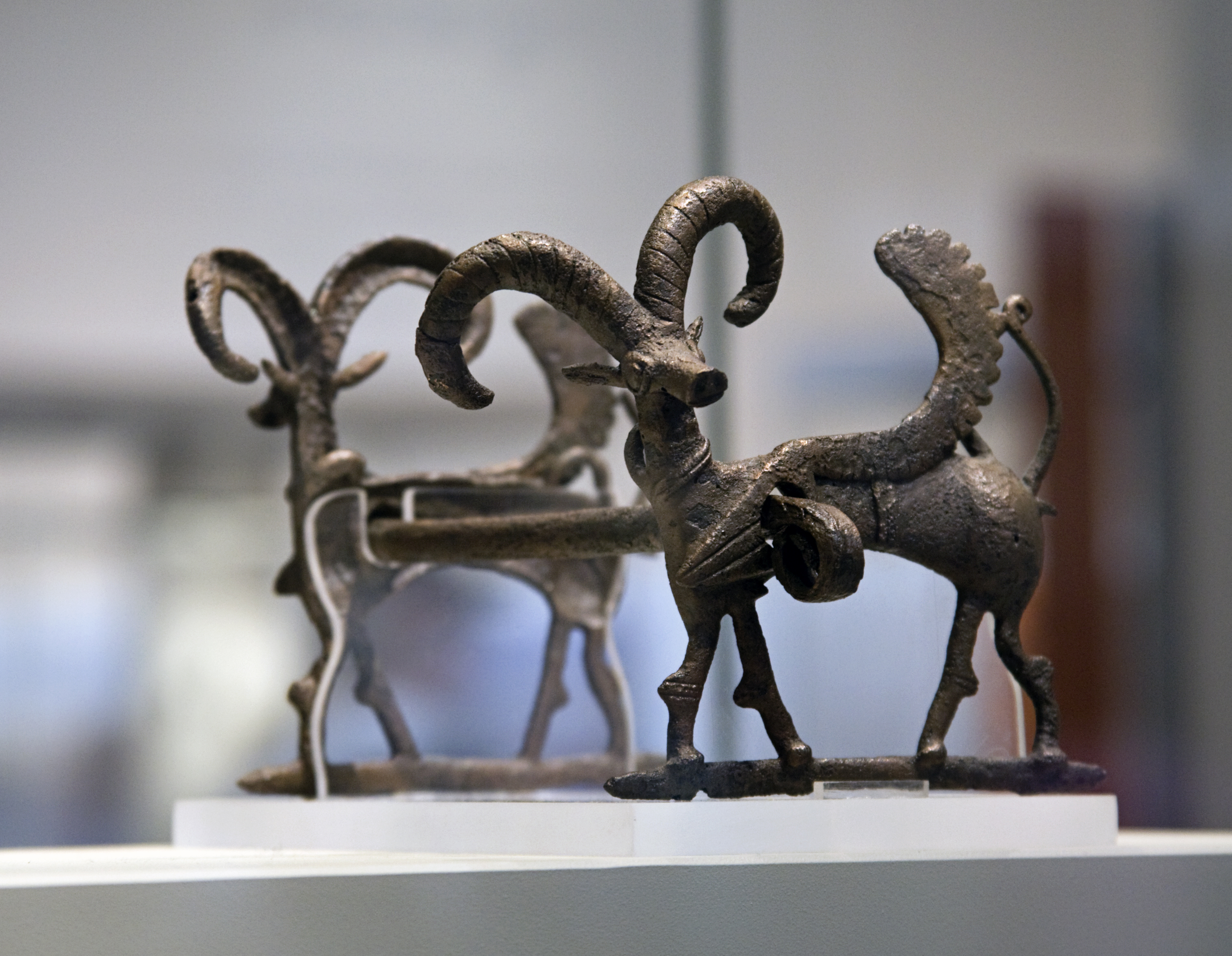
لگام با نقش بز بالدار
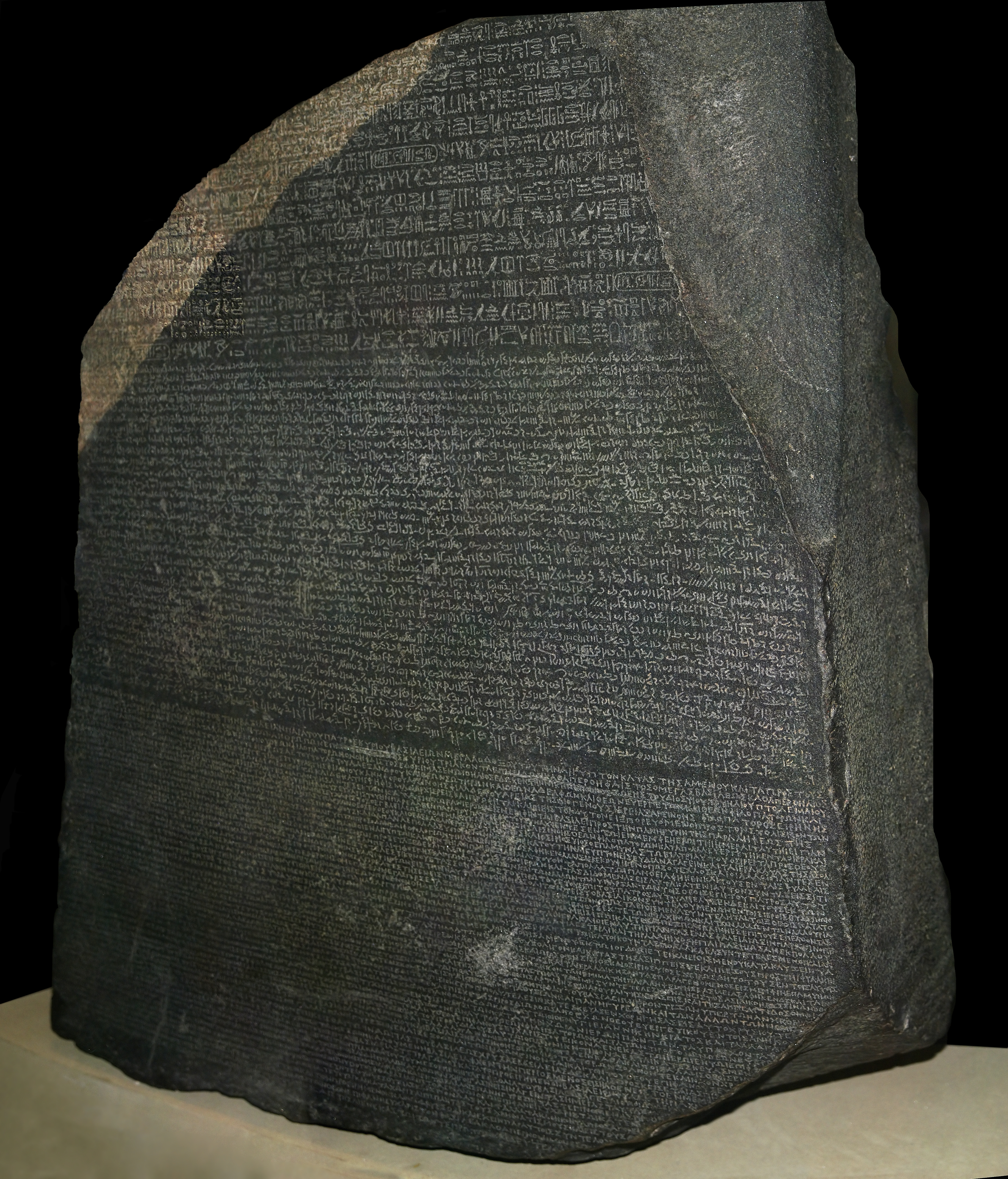
سنگ روزتا
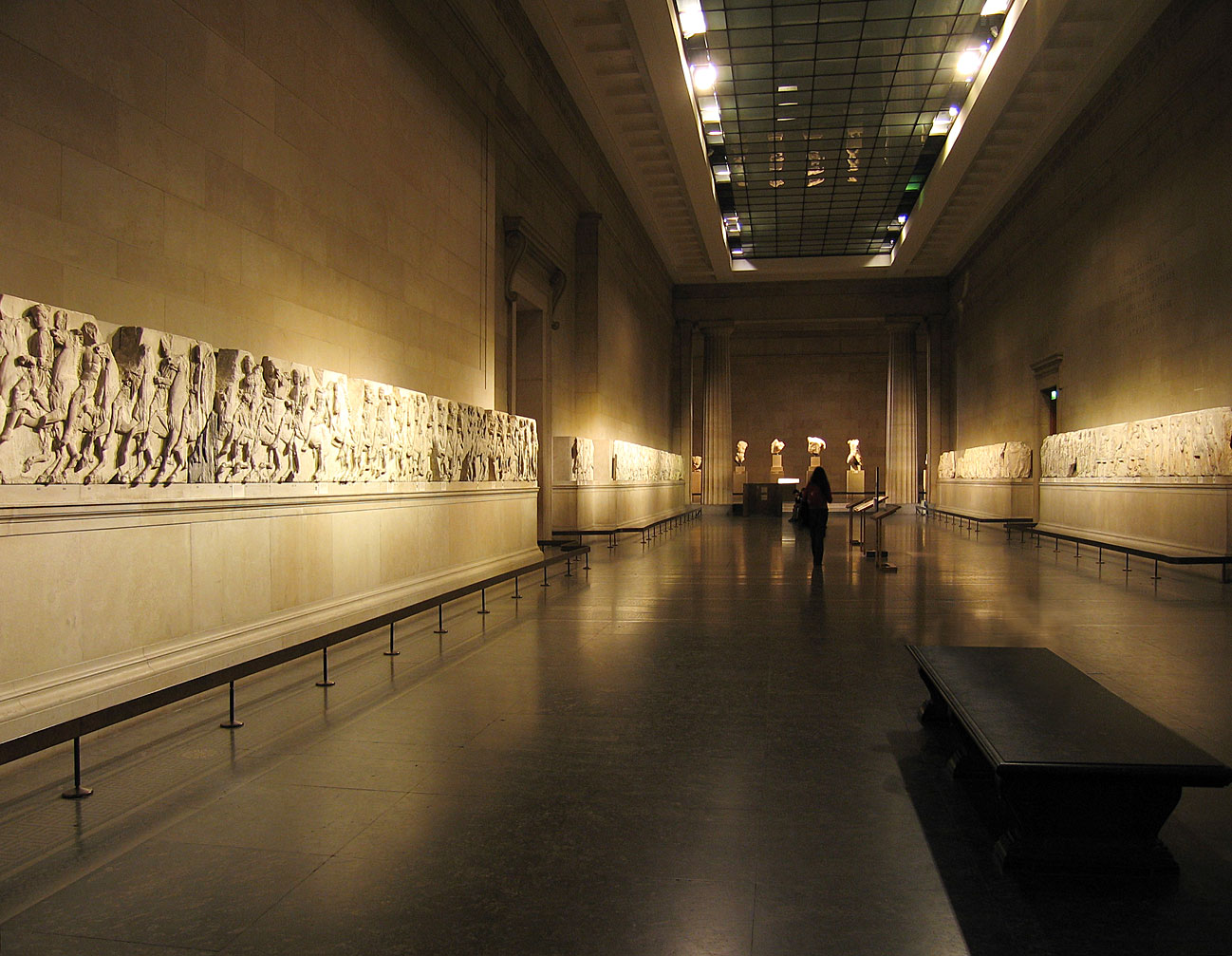
تندیس‌های مجموعه مرمرهای الگین
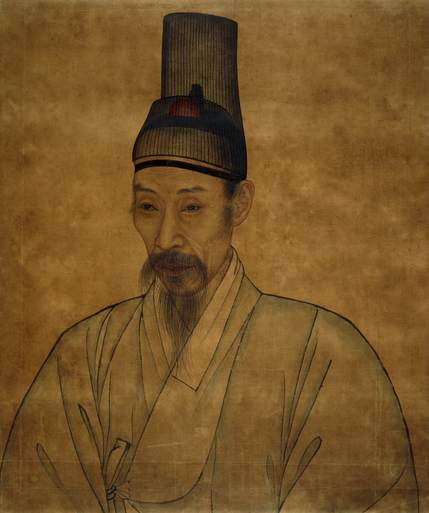
پرتره‌ای از کنفوسیوس، متعلق به دوران چوسان در شبه‌جزیره کره
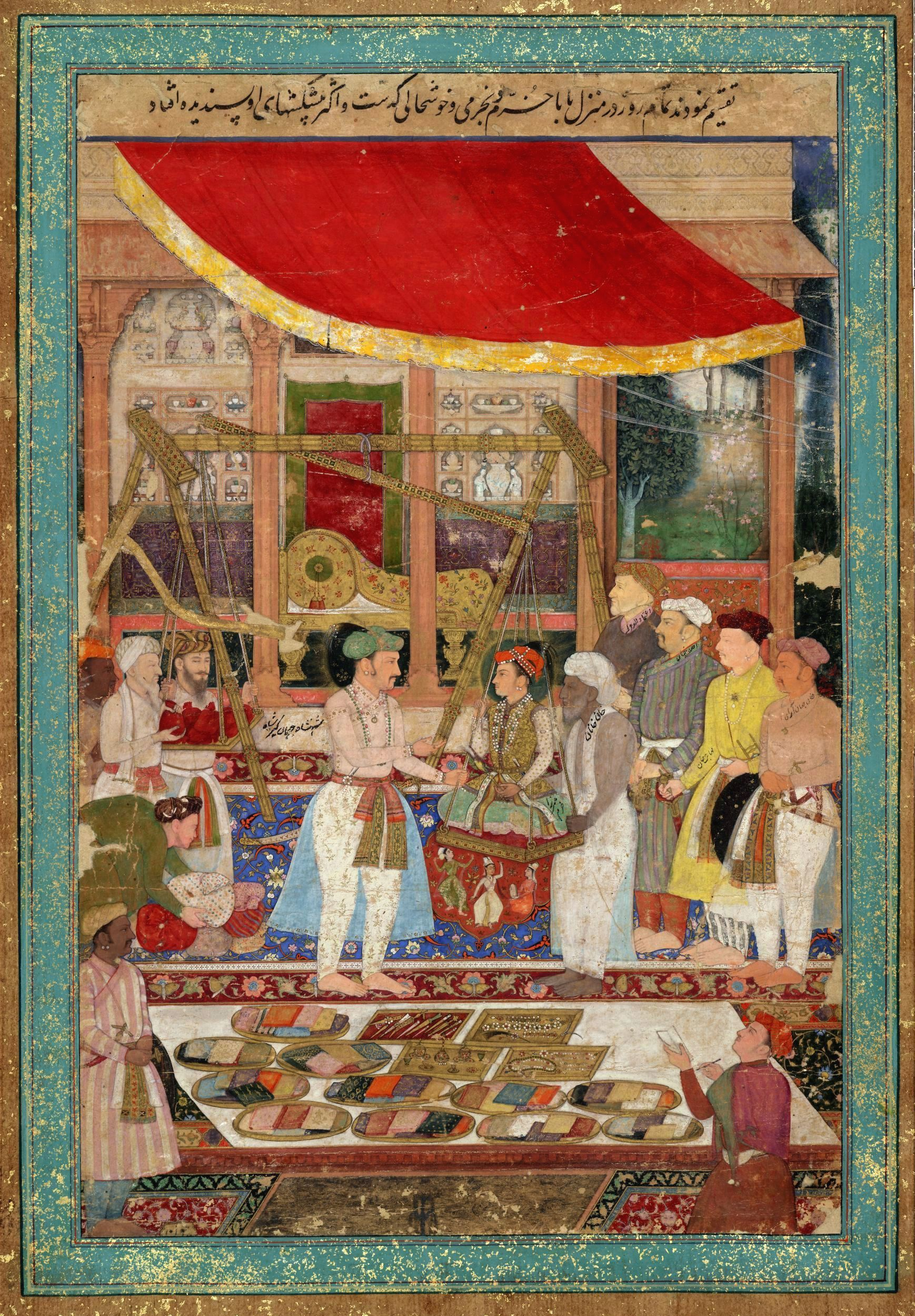
وزن‌کشی شاهزاده خُرم توسط جهانگیرشاه با سکه‌های طلا، اثر مانوهار داس، از هنرمندان دربار گورکانی، مربوط به اوایل سده ۱۷ میلادی